# Janko Šopar
Janko Šopar, slovenski TV voditelj in novinar, * 26. julij 1950, Celje.
Na TV Slovenija deluje od leta 1970. Začel je kot novinar v gospodarski redakciji, v osemdesetih pa je postal vodja celjskega dopisništva in voditelj osrednjega TV dnevnika, za kar so ga nagradili tudi z viktorjem popularnosti. Konec osemdesetih je poročal o takratni vojni v Jugoslaviji, kjer se je uspel prebiti tudi v oblegani Knin. Od leta 2004 je vodil oddajo Tednik; v kontinuiteti od septembra 2007 do septembra 2016, ko se je upokojil, je vodil 566 oddaj.
Leta 2004 je kandidiral za poslanca državnega zbora na listi Slovenija je naša. 